# SMS Emden (1908)
Pour les autres navires du même nom, voir SMS Emden.
Le SMS Emden est un croiseur léger de classe Dresden lancé en 1908 par la Kaiserliche Marine. Affecté à l'Escadre d'Extrême-Orient, il mène une guerre de course acharnée dans l'océan Indien, coulant une trentaine de navires de juillet à novembre 1914. Le 9 de ce mois, il est coulé par le croiseur australien HMAS Sydney (en) lors du combat des îles Cocos.

## Histoire
L'Emden est le dernier navire de combat allemand à posséder des machines à vapeur. Le 1er avril 1910, il est affecté à l'Escadre d'Extrême-Orient, basée à Tsingtao. Une fois arrivé, il gagne du fait de ses lignes élégantes le surnom de Cygne de l'orient.
Son baptême du feu a lieu en janvier 1911, lors de la révolte des Sokehs (en), sur l'île de Ponape, dans l'archipel des îles Carolines, alors colonie allemande, où il bombarde en compagnie du SMS Nürnberg une fortification rebelle, puis envoie un détachement à terre pour la capturer. En mai 1913, il est confié à celui qui devait être son dernier capitaine, Karl von Müller, et quelques mois plus tard, en août, il rejoint une force multinationale composée d'Anglais et de Chinois qui réprime une révolte chinoise sur le fleuve Chang Jiang.  

### La croisière de l'Emden

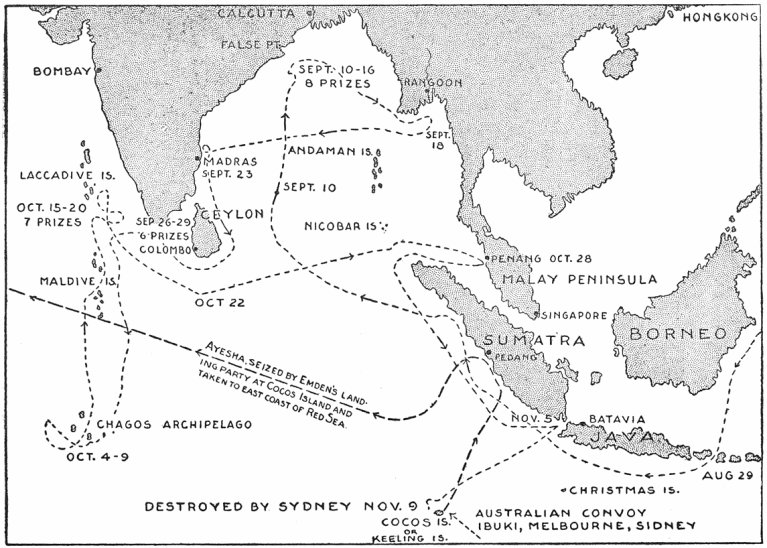
Croisière de lEmden dans l'Océan Indien.

La tension s'aggravant en Europe, von Müller, soucieux de la proximité des forces bientôt ennemies, décida de quitter Tsingtao le 31 juillet 1914. Il était donc en mer à l'ouverture des hostilités. Le 4 août 1914, il fait sa première prise de guerre, le vapeur russe Riazan, qui une fois capturé est renvoyé à Tsingtao, où il est transformé en croiseur auxillaire armé avec huit canons de 105 mm pris sur la canonnière Cormoran. La colonie allemande de Tsingtao (Tsingtau en allemand) était entourée de fortes colonies alliées et son port en eaux profondes ne pouvait que les attirer, sans possibilité de résister longtemps. Von Müller rejoint donc l'escadre de l'amiral Maximilian von Spee, le 8 août 1914 à l'île de Pagan dans les Mariannes. Il convainc l'amiral de lui laisser tenter sa chance en solitaire, contre le commerce britannique dans l'océan Indien. 
Il part donc le 14 août en compagnie du ravitailleur charbonnier Markomannia, en direction des Indes orientales néerlandaises, où il est intercepté par le cuirassé néerlandais Tromp qui le somme de quitter ces eaux neutres. Il s'exécute et arrive dans l'océan Indien, souvent qualifié à cette époque de « lac britannique ». Ce terrain rempli de gibier, lui est rapidement profitable, car au mois de septembre, il fait dix-sept victimes, quinze britanniques, qu'il expédie par le fond grâce à ses canons ou au moyen de charges de sabordage, et deux neutres (un italien et un norvégien), qu'il relâche. Les équipages britanniques capturés sont bien traités et on s'assure de leur sûreté. Néanmoins, l'action de l’Emden sème la panique dans la navigation alliée, les primes d'assurance s'envolent et de nombreux navires de guerre s'activent à sa recherche. Le trafic marchand britannique est très réduit.

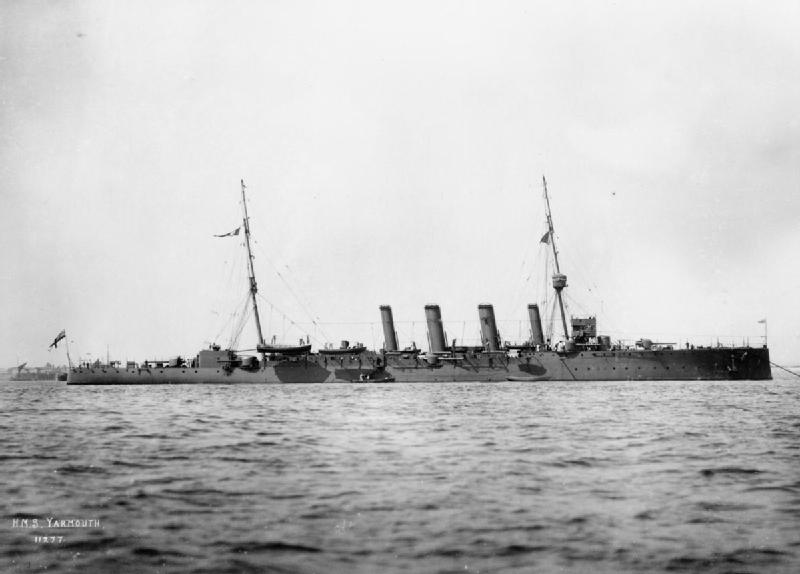
Le HMS Yarmouth.

Pour dérouter la chasse alliée, von Müller fait installer une quatrième cheminée factice sur son bateau, pour rapprocher son allure de celle du britannique HMS Yarmouth. De nombreux capitaines de commerce alliés se laisseront prendre à la supercherie, allant même jusqu'à saluer le navire qui venait les capturer. Le 22 septembre 1914, le croiseur allemand bombarde les réservoirs de pétrole de Madras, aux Indes, provoquant un incendie et une panique en ville.
Il renonce ensuite à attaquer le port de Colombo qui semblait déjà en alerte. Le 5 octobre, il fait escale à Diego Garcia, possession britannique dont les habitants n'avaient pas encore eu connaissance de la déclaration de guerre, pour des réparations, notamment de sa vedette de liaison, et un nettoyage de quille par échouage sur une plage de sable comme le faisaient les navires à voiles en bois des siècles précédents.
Le niveau du trafic marchand britannique s'étant rétabli, von Müller repart vers les îles Laquedives et coule dix nouveaux navires alliés.
Il échappe aux navires de guerre alliés RMS Empress of Asia et HMS Hampshire en se réfugiant dans un grain près des îles Maldives et le 21 octobre, il se ravitaille en charbon aux îles Nicobar.
Les Alliés détournent de l'escorte des convois les croiseurs britannique HMS Yarmouth, russe Askold, japonais Tokiwa et Yakumo qui s'ajoutent au japonais Chikuma et au russe Jemtchoug (« La Perle »).
Le 28 octobre, avec sa 4e cheminée factice, il pénètre à vive allure dans le port de Penang (George Town) en Malaisie, fait exploser d'une torpille le vieux croiseur russe Jemtchoug, vétéran de la bataille de Tsushima, et canonne les autres navires à quai. La réaction de ceux-ci est désorganisée et provoque encore d'autre dégâts par tirs fratricides ; l’Emden fait alors demi-tour vers le large, suivi par les contre-torpilleurs français, Mousquet et Pistolet, armés chacun d'un seul canon de 65 mm. L'Allemand réduit alors le premier à l'état d'épave à coup de 105 mm et sème le Pistolet. 
L'Emden recueille trente-six rescapés du Mousquet qui compte aussi quarante-trois disparus. Il arraisonne le cargo britannique Newburn, sans l'attaquer, pour y transférer les prisonniers. Les navires japonais Yahagi, britanniques HMS Gloucester, HMS Weymouth, RMS Empress of Russia, SS Empress of Australia se joignent à la chasse.

### La fin de l'Emden

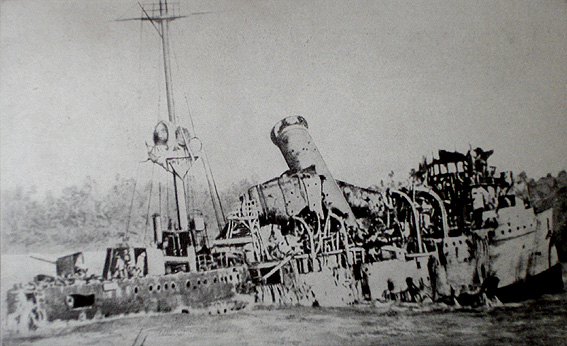
Épave du SMS Emden.

Le 9 novembre, tôt le matin, il aborde les îles Cocos pour y détruire la station de radio et le nœud de câbles sous-marins afin de perturber les communications alliées dans l'océan Indien. Von Müller envoie à terre une compagnie de débarquement de trente-huit marins et six officiers armés de fusils et de mitrailleuses sous le commandement du premier lieutenant Hellmuth von Mücke. Les civils britanniques ont eu le temps de lancer un SOS. Les Allemands détruisent les équipements.
Le croiseur australien HMAS Sydney a capté le SOS, rejoint l'archipel à toute vapeur et coule le SMS Emden dans un combat inégal.
Cependant, le croiseur Sydney qui avait été retardé par la poursuite du charbonnier Buresk, le ravitailleur de l’Emden, ne peut envoyer de compagnie à terre avant la nuit pour y capturer les Allemands.

### L'exploit des rescapés de l'Emden
Dans l'intervalle, le lieutenant von Mücke, commandant la compagnie à terre, avait enfermé les civils britanniques. Mais constatant la perte de l’Emden, il s'empare d'un vieux voilier en mauvais état de 133 tonneaux, l’Ayesha, et le charge en vivres et en eau potable. Le voilier avait normalement un équipage de douze hommes, mais les Allemands étaient au nombre d'une cinquantaine. Les Allemands peuvent quitter l'île avec toutes leurs armes avant le jour. Ils disposaient seulement d'un vieux sextant et d'instructions nautiques de 1845. Malgré l'état délabré du bateau, le manque de vivres et d'eau potable, et un typhon, il franchit les 600 milles le séparant de Sumatra.
Le 27 novembre 1914, arborant le pavillon de la marine de guerre allemande, il atteint Padang, dans les Indes orientales néerlandaises, qui était un territoire neutre, mais qu'il doit quitter deux jours plus tard.
Le 14 décembre, ils montent à bord du charbonnier allemand Choising et sabordent le vieux voilier. Le navire est camouflé en tant que navire italien Sheniz.
Le 9 janvier 1915, ils atteignent al-Hodeïda dans le Yémen occupé par les Turcs alliés de l'Allemagne. Ils poursuivent leur voyage par voie de terre en arrimant leurs 4 mitrailleuses sur des chameaux, mais se heurtent à des tribus révoltées alliées aux Anglais. Ou bien à bord de sambouk en cherchant à échapper aux navires alliés sur la mer Rouge.
Le 6 mai 1915, ils atteignent l'extrémité du chemin de fer et arrivent à Alep. Ils atteignent Constantinople le 23 mai 1915 après un voyage épique. De là, ils regagnent l'Allemagne.

## Distinctions
Le commandant von Müller reçut du Kaiser Guillaume II la Croix de fer de première classe. Les survivants eurent aussi le droit de suffixer leur nom de famille par « -Emden ».

## Tableau de chasse de l’Emden
- 30 navires de commerce coulés en trois mois
- destruction du croiseur russe Jemtchoug et du torpilleur français Mousquet
- destruction des réservoirs de pétrole à Madras
- immobilisation dans l'océan Indien d'un grand nombre de bâtiments alliés lancés à sa recherche.

## Cinéma
En 1927, le film Kreuzer Emden réalisé par Louis Ralph revient sur le combat fatal qui opposa le navire allemand au croiseur australien HMAS Sydney aux îles Cocos dans le Pacifique.

## Sources
- Jean Mabire, « L'équipée des survivants de l'« Emden » », Les dossiers Histoire de la mer, no 8,‎ septembre-octobre 1979
- Jacques Mordal, 25 siècles de guerre sur mer, t. 2, Robert Laffont, coll. « bibliothèque Marabout », 1959, 286 p.
- Barrie Pitt, « La bataille du Jutland : l'« Emden » navire corsaire », HISTORIA magazine 20e siècle, no 117,‎ 12 février 1970